# 托雷利亚斯条约
托雷利亚斯条约 ，是卡斯蒂利亚王国与阿拉贡王国于1304年8月8日在阿拉贡王国萨拉戈萨托雷利亚斯签订的条约，该条约分割了穆尔西亚王国，结束了两国间对穆尔西亚的争夺战。该条约一年后被埃尔切条约取代。

## 内容
穆尔西亚的大部分地区被分配给了卡斯蒂利亚王国，而卡塔赫纳、奥里韦拉、埃尔切、考德特、埃尔达和阿利坎特等城市划归巴伦西亚王国所有。